# Последний шаг
«Холодная кровь» (англ. Cold Blood) в французском прокате «Наследие холодной крови: память о крови» (фр. Cold Blood Legacy: La mémoire du sang), ранее известный под рабочим названием «Последний шаг» (англ. The Last Step)) — психологический триллер режиссёра Фредерика Птижана с Жаном Рено в главной роли. Фильм вышел в прокат в 2019 году, начиная с кинотеатров Франции (15 мая 2019).

## Сюжет
Генри, один из наиболее разыскиваемых киллеров в отставке, живёт отшельником на берегу озера. Однажды рядом происходит несчастный случай: на мотосанях разбивается девушка. Персонаж Рено спасает едва живую героиню Сары Линд.

## В ролях
Источник:
| Актёр                | Роль      |
| -------------------- | --------- |
| Жан Рено             | Генри     |
| Сара Линд            | Мелоди    |
| Том Хоппер           |           |
| Дэвид Гяси           | Малькольм |
| Джо Андерсон         |           |
| Гари Дурдан          |           |
| Игорь Цишкевич       |           |
| Маргарита Бурковская |           |
| Олег Карпенко        |           |
| Анна Буткевич        | Сара Голд |

## Создание

### Сценарий
Сценарий был написан за четыре года до съёмок. Жан Рено предложил Птижану продать его. Автор отказал, желая самому снять фильм. В итоге сценарист и актёр создали тандем, который запустил кинопроизводство.

### Предпроизводство
10 февраля 2016 года публично стало известно о предстоящем фильме Фредерика Птижана «Последний шаг», в котором снимется Жан Рено. В международном кинопроизводстве собирались принять участие Франция («Seven 52», «Eight 35»), Канада («Raven Banner Entertainment’s», «Berserker»), Великобритания («Moviehouse Entertainment»).
В мае 2016 года «Moviehouse Entertainment» анонсировала начало съемок в канадском Саскачеване в ноябре того года.
Впрочем, съёмки были отложены. Продюсер Лоран Тольрон в интервью вспоминал, что с самого начала действительно история должна была развиваться в Канаде. Режиссёр и команда долго искали место для съёмок. Потом Тьерри Арбогаст предложил поискать подходящие пейзажи на Украине, где оператор уже имел опыт работы.
Параллельно претерпел изменение состав участников. 27 октября 2017 года стало известно, что вместо Moviehouse Entertainment продажами прав на фильм по всему миру будет заниматься Goldcrest Films (Великобритания). Тогда же сообщили, что в проекте остались «Seven 52», «Eight 35», присоединилась украинская студия «Іст Вест Продакшн» и съёмки были запланированы на декабрь 2017. Вскоре дату съёмок уточнили — февраль 2018 года.
В октябре 2017 года режиссёр посетил украинские Карпаты в поисках мест для натурных съёмок. Выбор пал на Национальный парк «Синевир» (Закарпатская область) с одноимённым озером. К середине февраля 2018 года место для натурных съёмок было готово.
На начало съёмок распространилась информация, что «Последний шаг» будет последним фильмом с участием Жана Рено. На пресс-конференции 22 марта 2018 года Жан Рено опроверг слухи, сообщив про перспективы: «Мои планы — это сесть на самолет и полететь участвовать в следующем проекте. Это будут съёмки в горах между Францией и Испанией».
В фильме приняли участие акт`ры, владеющие английским языком на высоком уровне (работали и жили в Швейцарии, США).

### Съёмки
18 февраля 2018 года съёмочная группа выехала в Карпаты. На тот момент еще не был решён вопрос с двумя актёрами. Также оператор Тьерри Арбогаст задерживался у Люка Бессона — на съёмках фильма «Анна».
25 февраля Фредерик Птижан сообщил, что к команде присоединились новые актёры: Дэвид Гяси и Джо Андерсон.
Съёмки в Карпатах длились почти две недели. Отснятый материал составит 30 минут от общей длительности фильма.
В Карпатах были задействованы 94 человека — максимальный состав съемочной группы за все время. В частности, здесь были трактористы, которые чистили от снега дорогу к о. Синевир.
22 марта 2018 года в Киеве режиссёр и другие участники проекта провели пресс-конференцию. К этому моменту отсняли около 70 % фильма. Основные локации — Карпаты в окрестностях о. Синевир. Съёмка остальных сцен перенесена в Киев.
Также сообщили, что среди киевских эпизодов в фильме будут фигурировать Подол и городское метро.
30 марта 2018 года на Украине съёмки были окончены.
Затем в США и Канаде были отсняты заявочные планы для соответствия киноматериала сюжетной линии.

### Постпроизводство
После 30 марта начался монтаж фильма. Это происходило параллельно с заокеанскими съёмками.
9 октября 2018 года режиссёр сообщил, что монтаж фильма окончен, осталось сделать дубляж и оформить субтитры. А также определено финальное название фильма — «Cold Blood Legacy» («Наследие холодной крови»).

## Прокат
Выход фильма в прокат на Украине был назначен на 17 октября 2019.

## Критика
Во время съёмок пытались сравнивать Генри с киллером Леоном, которого сыграл Жан Рено в одноимённом фильме 1994 года. Актёр признался, что ему безразличны такие сравнения, все роли отличаются.
Впрочем, Рено остался заложником Леона. Обозреватель Джордан Минцер отметил, что Рено не столько выполняет знаменитую роль, сколько устало воспроизводит её на экране снова. И действительно играет того, кто по-настоящему должен быть в отставке.